# Parker Lewis Can't Lose
Parker Lewis Can't Lose (Brasil: Parker Lewis ) é uma série de TV estadunidense realizada pela CBS e fortemente influenciada pelo filme Ferris Bueller's Day Off. Foi exibida originalmente pela Fox network de setembro de 1990 a junho de 1993 (3 temporadas, 73 episódios), na última temporada foi chamada simplesmente de Parker Lewis. No Brasil, a série já foi exibida pela TV Record por um breve período na década de 90 a partir de 1994. Mais tarde foi exibido pelo extinto canal fechado Sony Spin no ano de 2012.
Primeira temporada foi lançada no formato DVD Video, pelo estúdio Shout! Factory, em 30 de Junho de 2009.

## Premissa
A série retrata as atribulações do personagem título Parker Lewis, (interpretado por Corin Nemec) aluno do colégio Santo Domingo High School, para quem nada é impossível. Assim como seus melhores amigos Jerry Steiner e Mikey Randall e sua namorada Annie Sloan, sua principal preocupação é passar pelos turbulentos anos da puberdade com estilo e sem preocupações. No entanto, frustrar os seus esforços é a meta de sua irmã, Shelly, e da diretora Grace Pitt.
Além de vários aspectos da vida adolescente, inseridos com muito surrealismo, um estilo de vida quase cartunesco, inteligente ângulos de câmera e técnicas de filmagens (dissoluções de uma cena para outra eram feitas por pixels cada vez maiores), um episódio regularmente contém mais ou menos referências sutis a filmes, política e celebridades. O surrealismo foi atenuado na temporada final da série, com Parker reconhecendo esse fato ao quebrar a 4ª parede e "cancelar" uma cena de pixels em dissolução.

## Personagens
Principais
- Parker Lloyd Lewis (Corin Nemec)
- Jerry Steiner (Troy Slaten)
- Michael Patrick 'Mikey' Randall (Billy Jayne)
- Grace Musso (Melanie Chartoff)
- Shelly Ann Lewis (Maia Brewton)
- Martin Lloyd 'Marty' Lewis (Timothy Stack)
- Judy Lewis (Anne Bloom na 1ª temporada e Mary Ellen Trainor nas 2ª-3ª temporadas)
- Francis Lawrence 'Larry' Kubiac III (Abraham Benrubi)
- Franklin Lemmer (Taj Johnson)
- Annie Faith Sloan (Jennifer Guthrie)

Secundários
- Dr. Norman Pankow (Gerrit Graham)
- Nick Comstock (Paul Johansson)
- Bradley 'Brad' Penny (Harold Pruett)
- Coach Hank Kohler (John Pinette)

## Temporadas

### Temporada 1 (1990-1991)
| Episódio | Título original                     | Título no Brasil                | Argumento                     | Diretor                      | Exibição Original       |  |
| --- | ----------------------------------- | ------------------------------- | ----------------------------- | ---------------------------- | ----------------------- |  |
| 1 (101) | "Pilot"                             | Piloto                          | Clyde Phillips e Lon Diamond  | Thom Eberhardt               | 2 de setembro de 1990   |  |
| Mikey briga com Parker depois de que uma garota de que ele gosta o ter beijado. Kube decide matá-los por atrapalhar o seu almoço. Paticipação especial: Milla Jovovich como Robin Fecknoids a garota quem Mikey e Parker desejam. |                                     |                                 |                               |                              |                         |  |
| 2 (102) | "Operation Kubiak"                  | Operação Peso Pesado            | Clyde Phillips e Lon Diamond  | Andy Tennant                 | 9 de setembro de 1990   |  |
| Kube admite que não sabe matemática básica e sua bolsa de estudo de futebol americano está ameaçada. Parker o ajuda a estudar para passar em teste em quatro dias.                                                                |                                     |                                 |                               |                              |                         |  |
| 3 (103) | "Power Play"                        | Jogo do poder                   | Tom Spezialy e Alan Cross     | Max Tash                     | 16 de setembro de 1990  |  |
| Um novo aluno Matt Stiles chega e assume o lugar da Parker em tudo, se tornando o garoto mais popular na escola. |                                     |                                 |                               |                              |                         |  |
| 4 (104) | "Parker Lewis Must Lose"            | Parker Lewis Tem Que Perder     | Tom Straw                     | Andy Tennant                 | 23 de setembro de 1990  |  |
| A votação para presidente da classe está chegando e Parker decide que Becky Grant merece a vitória. Mas os alunos preferem votar em Parker mesmo que ele não queira.                                                              |                                     |                                 |                               |                              |                         |  |
| 5 (105) | "Close, But No Guitar"              | Clyde Phillips e Lon Diamond    | Bryan Spicer                  | 30 de setembro de 1990       |                         |  |
| Mikey tira uma nota baixa e sai da escola com a intenção de tornar-se um guitarrista. |                                     |                                 |                               |                              |                         |  |
| 6 (106) | "G.A.G. Dance"                      | O Baile                         | Clyde Phillips e Lon Diamond  | Lynadll Hobbs                | 7 de outubro de 1990    |  |
| Mikey tira uma nota baixa e sai da escola com a intenção de tornar-se um guitarrista. Paticipação especial: Os músicos Ziggy Marley and Kool Moe Dee.                                                                             |                                     |                                 |                               |                              |                         |  |
| 7 (107) | "Love's a Beast"                    | O Amor é Irracional             | Adam Barr e Peter Ocko        | Max Tash                     | 14 de outubro de 1990   |  |
| |                                     |                                 |                               |                              |                         |  |
| 8 (108) | "Saving Grace"                      | Russell Marcus                  | Bryan Spicer                  | 21 de outubro de 1990        |                         |  |
| |                                     |                                 |                               |                              |                         |  |
| 9 (109) | "Musso & Frank"                     | Musso e Frank                   | Lon Diamond e Clyde Phillips  | Bryan Spicer                 | 28 de outubro de 1990   |  |
| |                                     |                                 |                               |                              |                         |  |
| 10 (110) | "Deja Dudes"                        | Tom Straw                       | Bryan Spicer                  | 4 de novembro de 1990        |                         |  |
| |                                     |                                 |                               |                              |                         |  |
| 11 (111) | "Radio Free Flamingo"               | Rádio Pirata                    | David A. Caplan e Brian LaPan | Jeffrey Melman               | 11 de novembro de 1990  |  |
| |                                     |                                 |                               |                              |                         |  |
| 12 (112) | "Science Fair"                      | A Feira de Ciências             | John DeBellis                 | Mash Tash                    | 18 de novembro de 1990  |  |
| |                                     |                                 |                               |                              |                         |  |
| 13 (113) | "Teacher, Teacher"                  | Lon Diamond e Clyde Phillips    | Bryan Spicer                  | 2 de dezembro de 1990        |                         |  |
| |                                     |                                 |                               |                              |                         |  |
| 14 (114) | "Rent-A-Kube"                       | Tom Straw                       | Andy Tennant                  | 16 de dezembro de 1990       |                         |  |
| |                                     |                                 |                               |                              |                         |  |
| 15 (115) | "Heather the Class"                 | Dane-se a Classe                | Alan Cross e Tom Spezialy     | Mash Tash                    | 13 de janeiro de 1991   |  |
| |                                     |                                 |                               |                              |                         |  |
| 16 (116) | "Jerry: Portrait of a Video Junkie" | Lon Diamond e Clyde Phillips    | Bryan Spicer                  | 3 de fevereiro de 1991       |                         |  |
| |                                     |                                 |                               |                              |                         |  |
| 17 (117) | "Splendor in the Class"             | Michael Swerdlick               | Larry Lipton                  | 10 de fevereiro de 1991      |                         |  |
| |                                     |                                 |                               |                              |                         |  |
| 18 (118) | "The Human Grace"                   | O Namoro de Grace               | Tom Straw                     | Mash Tash                    | 17 de fevereiro de 1991 |  |
| |                                     |                                 |                               |                              |                         |  |
| 19 (119) | "Citizen Kube"                      | Cidadão Kube                    | Alan Cross e Tom Spezialy     | Mash Tash                    | 24 de fevereiro de 1991 |  |
| |                                     |                                 |                               |                              |                         |  |
| 20 (120) | "Randall Without a Cause"           | Lon Diamond e Clyde Phillips    | Mash Tash                     | 10 de março de 1991          |                         |  |
| |                                     |                                 |                               |                              |                         |  |
| 21 (121) | "Jerry's First Date"                | Adam Barr e Peter Ocko          | Bryan Spicer                  | 24 de março de 1991          |                         |  |
| |                                     |                                 |                               |                              |                         |  |
| 22 (122) | "Against the Norm"                  | A Volta de Pankow               | Tom Straw                     | Bryan Spicer                 | 7 de abril de 1991      |  |
| |                                     |                                 |                               |                              |                         |  |
| 23 (123) | "King Kube"                         | Rei Kube                        | Alan Cross e Tom Straw        | Bryan Spicer                 | 28 de abril de 1991     |  |
| |                                     |                                 |                               |                              |                         |  |
| 24 (124) | "Teens from a Mall"                 | Adolescentes no Shopping Center | Andy Tennant                  | Lon Diamond e Clyde Phillips | 5 de maio de 1991       |  |
| |                                     |                                 |                               |                              |                         |  |
| 25 (125) | "My Fair Shelly"                    | Tom Straw                       | Bryan Spicer                  | 12 de maio de 1991           |                         |  |
| |                                     |                                 |                               |                              |                         |  |
| 26 (126) | "Parker Lewis Can't Win"            | A Maré de Azar                  | Tom Straw                     | Bryan Spicer                 | 19 de maio de 1991      |  |
| |                                     |                                 |                               |                              |                         |  |

## Premiações
Indicado por três anos seguidos ao Young Artist Award, prêmio destinado a jovens talentos da televisão e cinema.
- 1991

Melhor nova série de comédia familiar

Troy W. Slaten - Melhor jovem ator de suporte ou recorrente em série de televisão

Maia Brewton - Melhor jovem atriz estrelando em série de televisão

- 1992

Corin Nemec - Melhor jovem ator estrelando em série de televisão

Maia Brewton - Melhor jovem atriz estrelando em série de televisão

- 1993

Troy W. Slaten - Melhor jovem ator co-estrelando em série de televisão

Maia Brewton - Melhor jovem atriz co-estrelando em série de televisão

Corin Nemec - Excelente jovem comediante em série de televisão